# 青森県道216号戸来岳貝守線
青森県道216号戸来岳貝守線（あおもりけんどう216ごう へらいだけかいもりせん）は、青森県三戸郡新郷村から三戸町に至る一般県道である。

## 概要
三戸郡新郷村戸来で国道454号から南へ分岐して東または南東方向へ向かい、三戸町蛇沼字貝守で青森県道143号南部田子線交点に至る。

### 路線データ
- 起点：三戸郡新郷村大字戸来字戸来岳[1]
- 終点：三戸郡三戸町大字貝守[1]

## 歴史
- 1961年（昭和36年）2月10日 - 県道に認定される[1]。

## 路線状況

### 道路施設
- 貝守橋

### 冬季閉鎖区間
- 新郷村空沼 - 三戸町大平（11月下旬 - 4月下旬）

## 地理

### 通過する自治体
- 三戸郡
  - 新郷村
  - 三戸町

### 交差する道路
- 国道454号（三戸郡新郷村大字戸来字戸来岳、起点）
- 青森県道143号南部田子線（三戸郡三戸町大字貝守、終点）

### 沿線の施設など
- 三戸町立杉沢小・中学校
- 新郷村営平子沢放牧場